# Pedro Osores de Ulloa

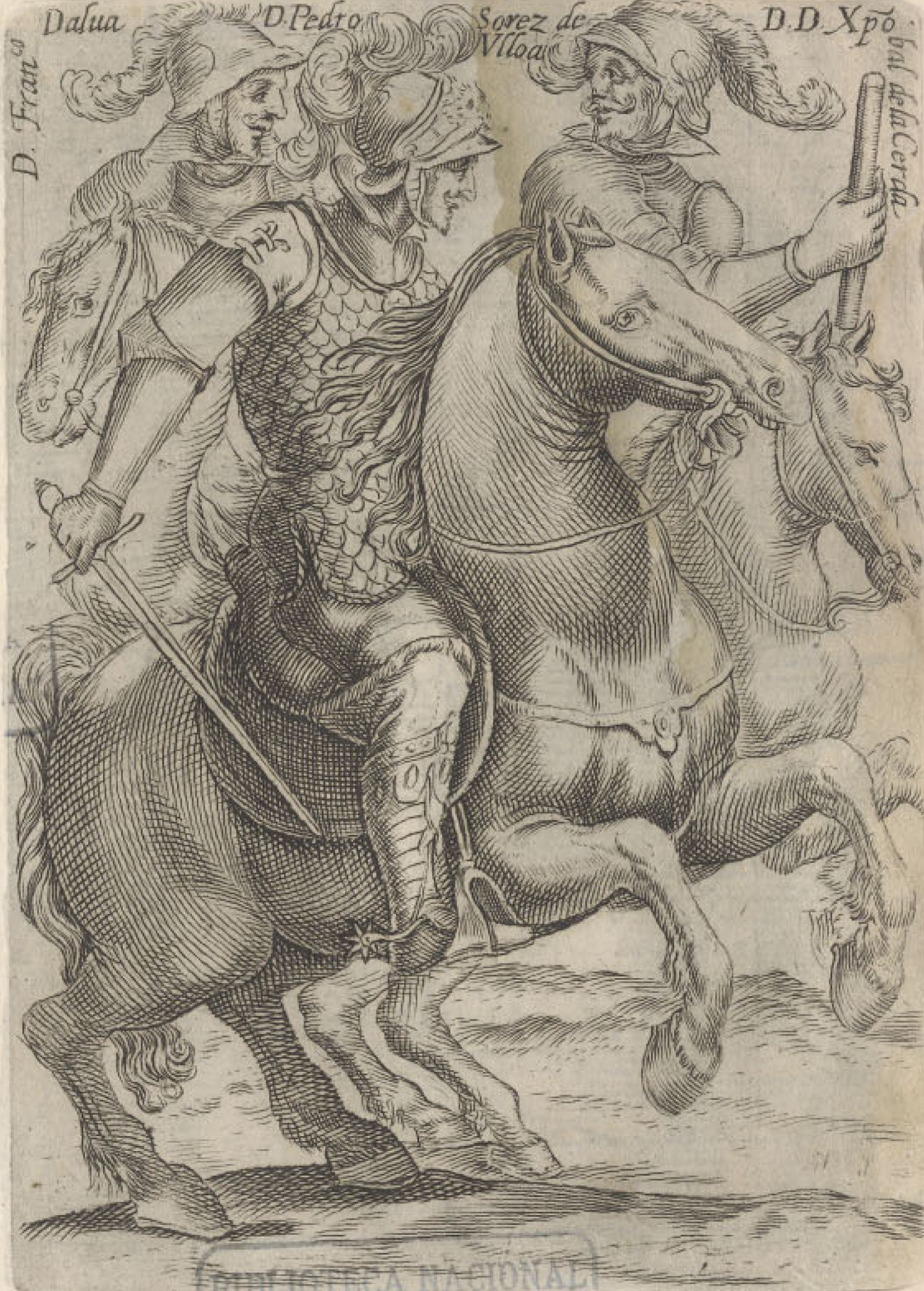
Los gobernadores Francisco de Alava y Nureña, Pedro Osores de Ulloa y Cristóbal de la Cerda, según la obra del padre Ovalle.

Pedro Osores de Ulloa a veces reseñado como Osorez (¿1540?, San Juan de Sa, Galicia, - 18 de septiembre de 1624, Concepción, Chile); militar y administrador español que, siendo ya octogenario, desempeñó el cargo de gobernador y presidente de la Real Audiencia de Chile entre noviembre de 1621 y septiembre de 1624. En cuanto a la Guerra de Arauco, se opuso a la estrategia denominada Guerra defensiva, preconizada por los jesuitas y sobre todo el padre Luis de Valdivia. Su gobierno marcó el fin definitivo de dicha política.

## Antes de ser gobernador
Osores había llevado la vida azarosa de un militar español de su siglo. Peleó en la Batalla de Lepanto en 1571, encontrándose a bordo de la galera San Francisco de España, la primera en romper los fuegos. Tras otras acciones de esa guerra, permaneció 18 meses prisionero en Argel. 
En 1586 enfermó gravemente en Cádiz, para después pasar a América con el cargo de corregidor de la rica ciudad argentinifera de Potosí (1587), donde fue acusado de ostentar un carácter arbitrario, mientras que por otro lado se le atribuye el haber dirigido el salvataje de 400 indígenas atrapados en una mina. 
Con motivo de las incursiones de Cordes y Noort, levantó bandera de enganche y participó en las infructuosas maniobras en persecución de los holandeses, por lo que fue promovido a maestre de campo. A estas alturas Osores era rico y propietario de haciendas, viñas e ingenios mineros en Potosí.
Fue promovido a gobernador de Huancavelica (1620), provincia de especial importancia entonces por sus minas de mercurio, requerido en la extracción del oro.
Pese a su riqueza personal y a ser miembro destacado de la sociedad virreinal e integrante de la orden de Calatrava, se tienen antecedentes de que, en general, no fue mirado con buenos ojos por los diversos virreyes, que le atribuían dificultades de carácter.

## Su gobierno

### Contra la guerra defensiva
Fue nombrado gobernador de Chile por el virrey del Perú, Francisco de Borja y Aragón, Príncipe de Esquilache, quien prefirió enviar a Osores a conservar en el cargo a Cristóbal de la Cerda y Sotomayor, un abogado que lo había asumido como interino, y que pese a su enérgica actividad había ganado rápidamente enemigos en Santiago.
El nuevo gobernador expresó al poco tiempo su razón para oponerse a la estrategia de Guerra Defensiva, impulsada por los jesuitas y adoptada por la Corona, con la siguiente fórmula acerca de los mapuches:
"...aunque por la bondad de Dios no me falta fe para creer que con un mosquito o sin él puede su divina majestad conquistar esta gente y atraerla a su gremio ablandando tan duros y rebeldes corazones, llenos de temerarias herejías y supersticiones... no se puede esperar ningún bien de ellos, ni parece justo pedir milagros a Nuestro Señor, particularmente en favor de enemigos que tan ofendido le tienen".

### Otras incidencias
Durante su gobierno los dominicos establecidos en Chile fundaron la primera universidad local en el Convento de Santo Domingo de Santiago, la Universidad de Santo Tomás de Aquino, que impartía cursos generales de llamadas artes (latín, retórica, ética, etc.), pero solo ofrecía títulos superiores en Teología.
El gobierno de Osores terminó un 18 de septiembre de 1624, producto de su muerte en Concepción.

## Consultas
- Toribio Medina, José (1906). Diccionario biográfico colonial de Chile pp. 627-629. Imprenta Elzeviriana, Santiago de Chile.

| Precedido por: Cristóbal de la Cerda y Sotomayor interino 1620-1621 | Gobernador de Chile 1621-1624 | Sucedido por: Francisco de Alava y Nureña 1624-1625 |

- Datos: Q544060